# Pfalz-Birkenfeld-Bischweiler
Pfalz-Birkenfeld-Bischweiler er tysk fyrsteslægt, nedstammer fra den tyske konge Ruprecht 3. af Pfalz. Slægten tilhører Huset Wittelsbach.
Linjen Pfalz-Birkenfeld opstod, da Wolfgang af`Pfalz-Zweibrücken døde i 1569, og linjen Pfalz-Birkenfeld-Bischweiler opstod, da Karl 1. af Zweibrücken-Birkenfeld døde i 1600.
Medlemmer af slægten var konger af Bayern i 1806–1918. Slægtens nuværende overhoved er prætendent til Bayerns trone. 

## Fra Ruprecht 3. (født 1352) til Franz (titulær hertug af Bayern) (født 1933)
(Den direkte linje fra Wolfgang af Pfalz-Zweibrücken (1526–1569) og til tronprætendenten Franz (titulær hertug af Bayern) (født 1933) er markeret med fed skrift.)
- Ruprecht 3. af Pfalz (Tysk-romerske rige) (tysk-romersk konge 1400 – 1410 )

### Hetuger af Pfalz-Zweibrücken
- Stefan af Pfalz-Simmern-Zweibrücken
- Ludvig 1. af Pfalz-Zweibrücken
- Alexander af Pfalz-Zweibrücken
- Ludvig 2. af Pfalz-Zweibrücken
- Wolfgang af Pfalz-Zweibrücken

### Pfalzgreve af Pfalz-Birkenfeld
- Karl 1. af Zweibrücken-Birkenfeld

### Pfalzgrever af Pfalz-Birkenfeld-Bischweiler
- Christian 1. af Pfalz-Birkenfeld-Bischweiler,  pfalzgreve af Bischweiler (i Elsass)) i 1600–1654, yngre søn af Karl 1. af Birkenfeld.
- Christian 2. af Pfalz-Zweibrücken-Birkenfeld, pfalzgreve af Bischweiler (i Elsass)) i 1654–1717, greve af Rappoltstein (i Elsass) i 1673–1699, hertug af Birkenfeld (i Rheinland-Pfalz) i  1671–1717, ældre søn af Christian 1. af Bischweiler.
- Johan Karl af Pfalz-Birkenfeld-Gelnhausen, stamfader til sidelinjen Pfalz-Zweibrücken-Birkenfeld-Gelnhausen og til hertugerne i Bayern, Johan Karl var en yngre søn af Christian 1. af Bischweiler.

### Linje Pfalz-Birkenfeld-Bischweiler (i Pfalz-Zweibrücken mm.)
(nogle var hertuger af Pfalz-Zweibrücken, andre havde meget små grevskaber)
- Christian 3. af Pfalz-Zweibrücken, greve af Rappoltstein i 1699–1735, pfalzgreve af Sponheim 1717–1735, hertug i Pfalz-Zweibrücken 1731–1735, søn Christian 2. af Pfalz-Birkenfeld-Bischweiler.
- Christian IV. (Pfalz-Zweibrücken), hertug i Pfalz-Zweibrücken 1735–1775, ældre søn af pfalzgreve Christian 3.
- Frederik Michael af Zweibrücken-Birkenfeld, gift med Maria Franziska af Pfalz-Sulzbach, titulær pfalzgreve af Birkenfeld-Bishwiller-Rappoltstein, i 1746–1767 var Frederik Michael regerende greve af Rappoltstein (Rappoltsweiler) i nutidens Alsace, han var en yngre søn af pfalzgreve Christian 3. (der havde været hertug i Pfalz-Zweibrücken 1731–1735).
- Karl II. August, hertug af Zweibrücken i 1775–1795, ældre søn af Frederik Michael af Rappoltstein

### Konger og prinsregenter
- Maximilian 1. Joseph af Bayern, kurfyrste i 1799–1806, konge i 1806–1825, yngre søn af pfalzgreve Frederik Michael.
- Ludvig 1. af Bayern, konge i 1825–1848, søn af kong Maximilian 1. Joseph
- Maximilian 2. af Bayern, konge i 1848–1864, ældre søn af kong Ludvig 1.
- Ludvig 2. af Bayern, konge i 1864–1886, ældre søn af kong Maximilian 2.
- Otto 1. af Bayern, titulær konge i 1886–1916, yngre søn af kong Maximilian 2.
- Luitpold, prinsregent af Bayern i 1886–1912, yngre søn af kong Ludvig 1.
- Ludwig 3. af Bayern, prinsregent i 1912–1913, konge i  1913–1918, enekonge fra 1916, søn af prinsregent Luitpold.

### Tronprædententer
- Rupprecht, kronprins af Bayern (1869–1955), søn af kong Ludwig 3.
- Albrecht, hertug af Bayern (1905–1996), søn af kronprins Rupprecht.
- Franz, hertug af Bayern (født 1933), ældre søn af hertug Albrecht.

## Arvefølge til den nedlagte  bayerske trone
- Max Emanuel, hertug i Bayern (født 1937), titulær tronfølger, yngre søn af hertug Albrecht, bror til hertug Franz af Bayern.
- prins Luitpold af Bayern (født 1951), fætter til Max Emanuel og til Franz, dattersøn af kronprins Rupprecht